# Classe Ohio
La classe Ohio è una classe di sottomarini lanciamissili balistici a propulsione nucleare composta da 18 unità. La loro progettazione risale ancora all'epoca della guerra fredda quando queste unità dotate di missili con portata intercontinentale rappresentavano il maggior deterrente contro un eventuale attacco nucleare contro gli Stati Uniti.
Tuttavia, con la fine della guerra fredda, la loro funzione quale deterrente si è rivelata di importanza secondaria e nel 2003 quattro unità furono convertite in unità SSGN (Ship Submersible Guided Missile Nuclear), non più armate con missili intercontinentali quali il Trident, ma predisposte per il lancio di Tomahawk.

## Sviluppo

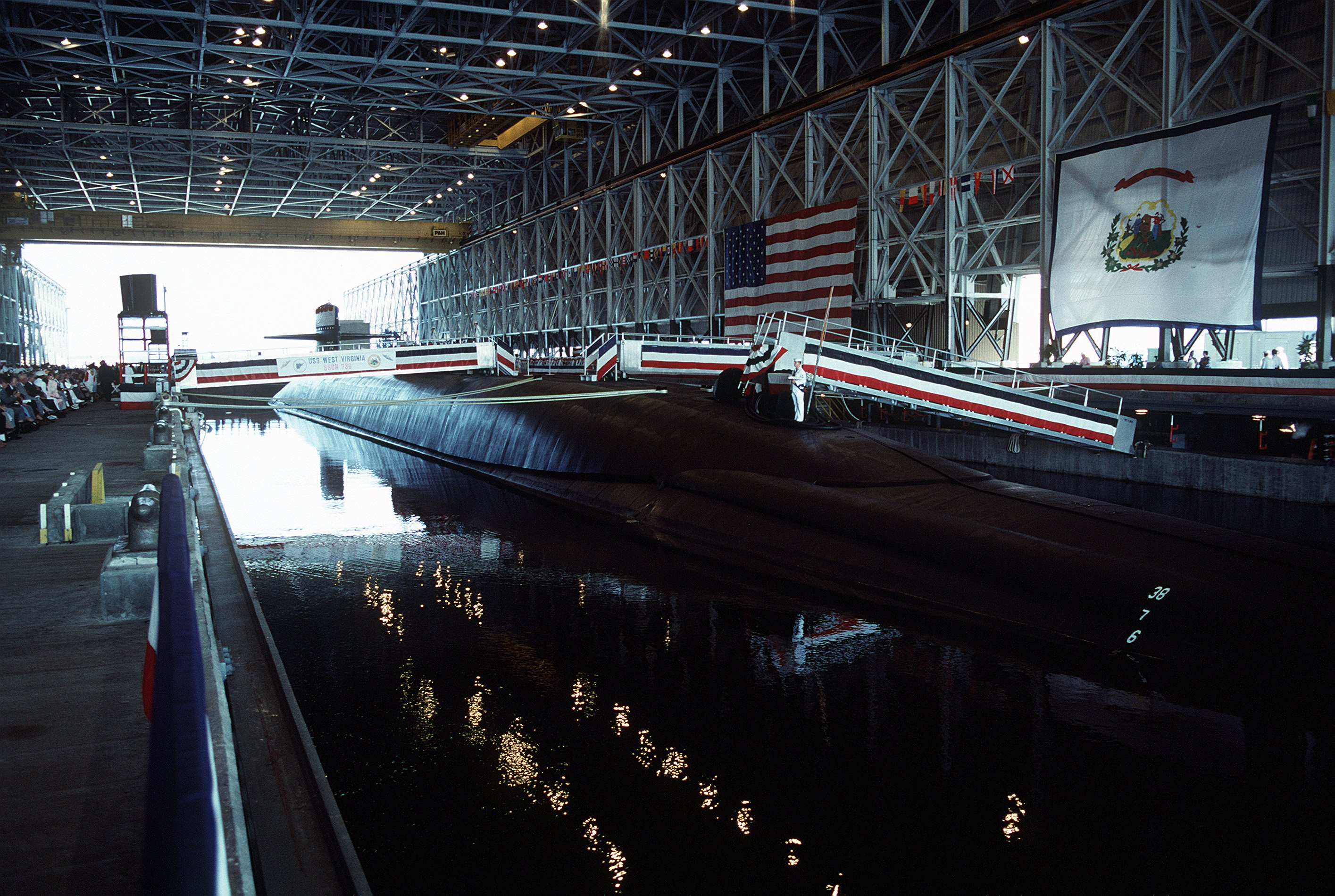
West Virginia dopo il varo

Lo sviluppo della classe Ohio vide il suo inizio negli anni sessanta, quando la capacità delle unità allora in servizio pareva ormai insufficiente. Le nuove unità, che sarebbero state poi dotate del nuovo missile Trident, avrebbero vantato una gittata maggiore del missile Polaris, che fino ad allora era il missile con la maggiore gittata in dotazione alla US Navy.
Il nuovo missile sarebbe stato prodotto in due serie, una prima denominata Trident C4, la quale sarebbe andata ad armare soprattutto le unità più vecchie che fino ad allora avevano utilizzato il Polaris e una seconda denominata Trident D5 che sarebbe solamente stata usata a bordo dei sottomarini della classe Ohio.
Originariamente erano previste dieci unità ma, visto il sempre crescente numero di sottomarini nucleari messi in servizio dall'Unione Sovietica, il numero di sottomarini ordinati andò mano mano crescendo fino a raggiungere nel 1989 le 24 unità. 
Con il crollo dell'Unione Sovietica e con la ratificazione del trattato START 1, questo numero di sottomarini nucleari (SSBN) parve eccessivo e le sei unità non ancora costruite furono cancellate.
La prima unità della classe Ohio fu commissionata nel 1974 ai cantieri navali di Groton (Connecticut) che fanno parte del gruppo Electric Boat. Nel 1977 infine era prevista la consegna della prima unità, ma a causa di ritardi essa non poté essere consegnata prima del 1981. Tutte le rimanenti 17 unità furono poi costruite da cantieri navali che facevano parte dell'Electric Boat.
Il costo di ogni unità si sarebbe dovuto aggirare intorno ai 780 milioni di dollari, ma già con la costruzione dell'ottava unità questo tetto massimo era stato sforato facendo lievitare i costi a 1,12 miliardi di dollari, mentre nel 1985 ogni nuova unità ne costava all'incirca 1,8 miliardi. Il costo era quindi più che raddoppiato, fatto che all'epoca fu giustificato con la crescente inflazione e con la crisi petrolifera del 1980, ma alla quale partecipò anche il fatto che la Electric Boat deteneva nella costruzione di questi sommergibili un monopolio quasi assoluto, che fece sì che i prezzi furono ripetutamente gonfiati.
A tutto ciò si aggiunse anche il fatto che per la costruzione delle unità classe Los Angeles ci si era inizialmente rivolti sempre ai cantieri navali Groton, che ne avrebbero dovuto detenere l'esclusiva di questo appalto. Così facendo si pensava infatti di poter ridurre notevolmente i costi di produzione, ma una serie di imprevisti e di difficoltà tecniche fecero sì che a lavori già iniziati i cantieri navali Groton ricevettero solamente l'appalto per la costruzione di metà delle unità commissionate, mentre l'altra metà fu costruita dai cantieri navali di Newport News nello stato della Virginia. Causa di questo improvviso ripensamento da parte della Marina fu il fatto che le prime cinque unità della classe Los Angeles erano affette da una serie di difetti causati da saldature mal effettuate e da alcuni errori di progettazione. Con il mancato guadagno delle unità non costruite, i cantieri navali Groton, e con ciò anche la Electric Boat, aveva accumulato un notevole deficit, che poté essere solamente colmato con un nuovo appalto di notevoli dimensioni, quale quello della classe Ohio.
Per quanto riguarda i nomi assegnati alle unità, queste furono tutte battezzate con nomi di stati federali con un'unica eccezione che fu fatta per l'unità SSBN-730, il cui nome sarebbe dovuto esser Rhode Island, ma che fu cambiato poco prima del varo dell'unità in Henry M. Jackson.
Va specificato che i nomi assegnati alle unità rappresentano una novità per la tradizione della US Navy, che fino ad allora aveva riservato solo alle unità più importanti quali gli incrociatori l'onore di portare il nome di uno stato federale (basti pensare che lo stesso incrociatore CGN-160/CLGN-160/CGN-9 primo della sua classe quando fu varato nel 1961 e primo a disporre di propulsione nucleare venne varato con il nome USS Long Beach, nonostante fosse dopo le portaerei della classe Forrestal l'unità con il maggiore dislocamento).

## Scafo

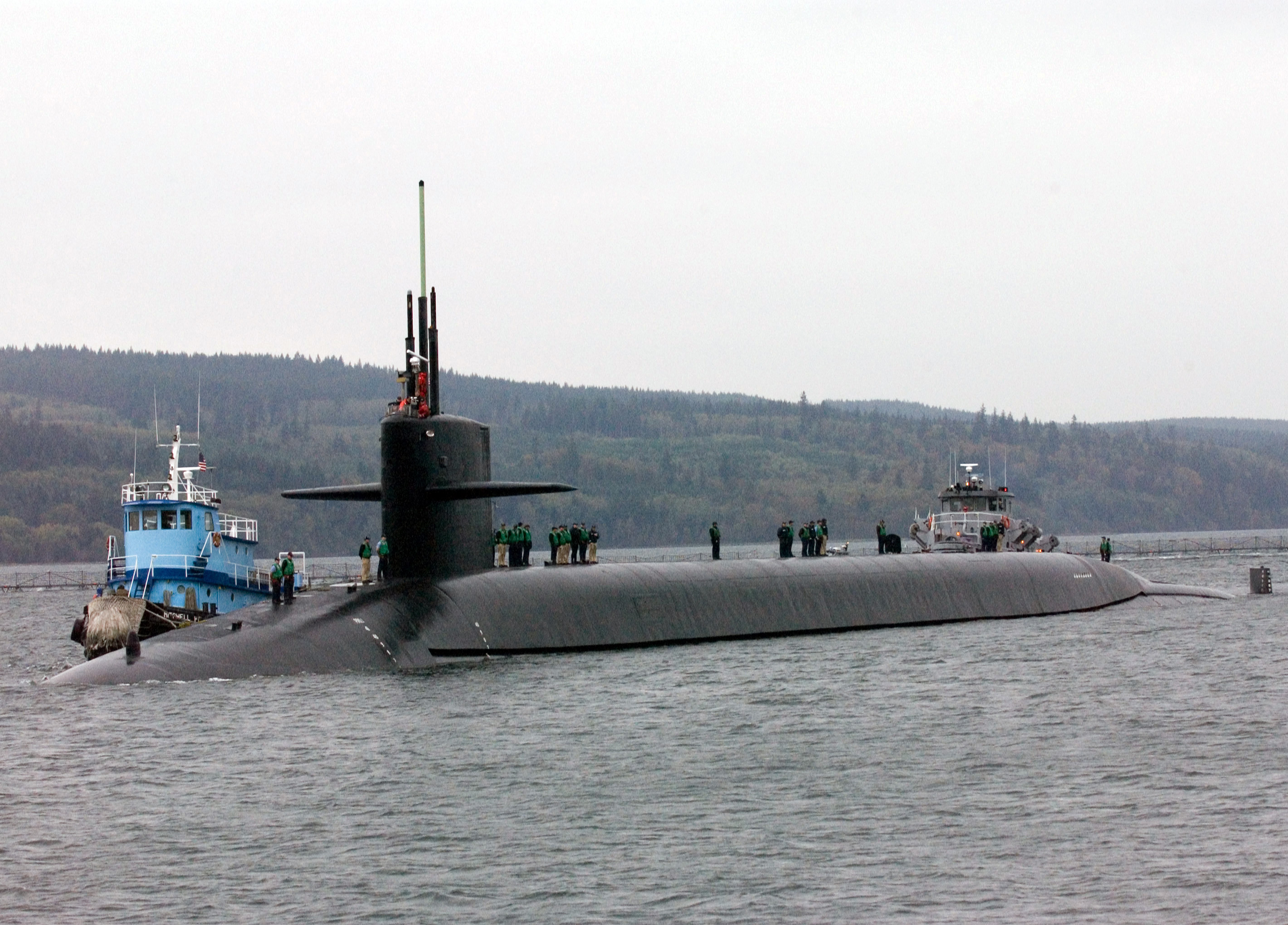
USS-Louisiana

Lo scafo misura una lunghezza complessiva di 170 metri ed una larghezza di 12,8 metri. La forma dello scafo è come anche per le unità della classe Los Angeles di tipo cilindrico eccezione fatta per il dosso dietro la torre al cui interno sono stivati i missili.
Il dislocamento di ogni unità si aggira intorno alle 18.750 tonnellate in immersione. Ogni unità dispone di doppie pareti stagne per una maggiore sicurezza e di almeno tre se non cinque compartimenti stagni.
Nell'intercapedine tra le due pareti a prua si trovano i sonar, mentre a poppa è situata l'elica che garantisce la propulsione ed il timone. Per quanto riguarda i timoni orizzontali questi sono stati situati sia ai lati della torre che a poppa. Questa soluzione deriva direttamente dall'esperienza fatta con i battelli della classe Los Angeles, dove si era pensato di alloggiare i timoni orizzontali il più lontano possibile da prua per ridurre ulteriormente i rumori causati da fruscii, che potrebbero andare ad influenzare negativamente il funzionamento del sonar. L'esperienza fatta dimostrò però che alloggiando i timoni ai lati della torre questi erano particolarmente esposti al momento dell'emersione in acque artiche dove è necessario rompere la crosta di ghiaccio per emergere. Tali considerazioni spinsero infine nella progettazione delle nuove unità di sottomarini della Classe Virginia a riallocare i timoni orizzontali nella loro posizione originaria a prua, dove si ritiene godano di una maggiore protezione.
Nella parte di scafo compresa tra prua ed i tubi di lancio per i missili sono situati 4 ponti, nei quali trovano posto la sala controllo, le camere per gli ufficiali, la sala radio, la sala controllo sonar, la sala siluri e una sala di pronto soccorso. Nella sezione centrale nella quale si trovano anche i silo per i missili, chiamata scherzosamente Foresta di Sherwood, sono alloggiati i sottufficiali, alcuni magazzini ed i motori di emergenza. A poppa invece è situato il reattore nucleare e la sala macchine.
La massima profondità di immersione di un battello dello Classe Ohio viene stimata intorno ai 300 metri.

## Sonar

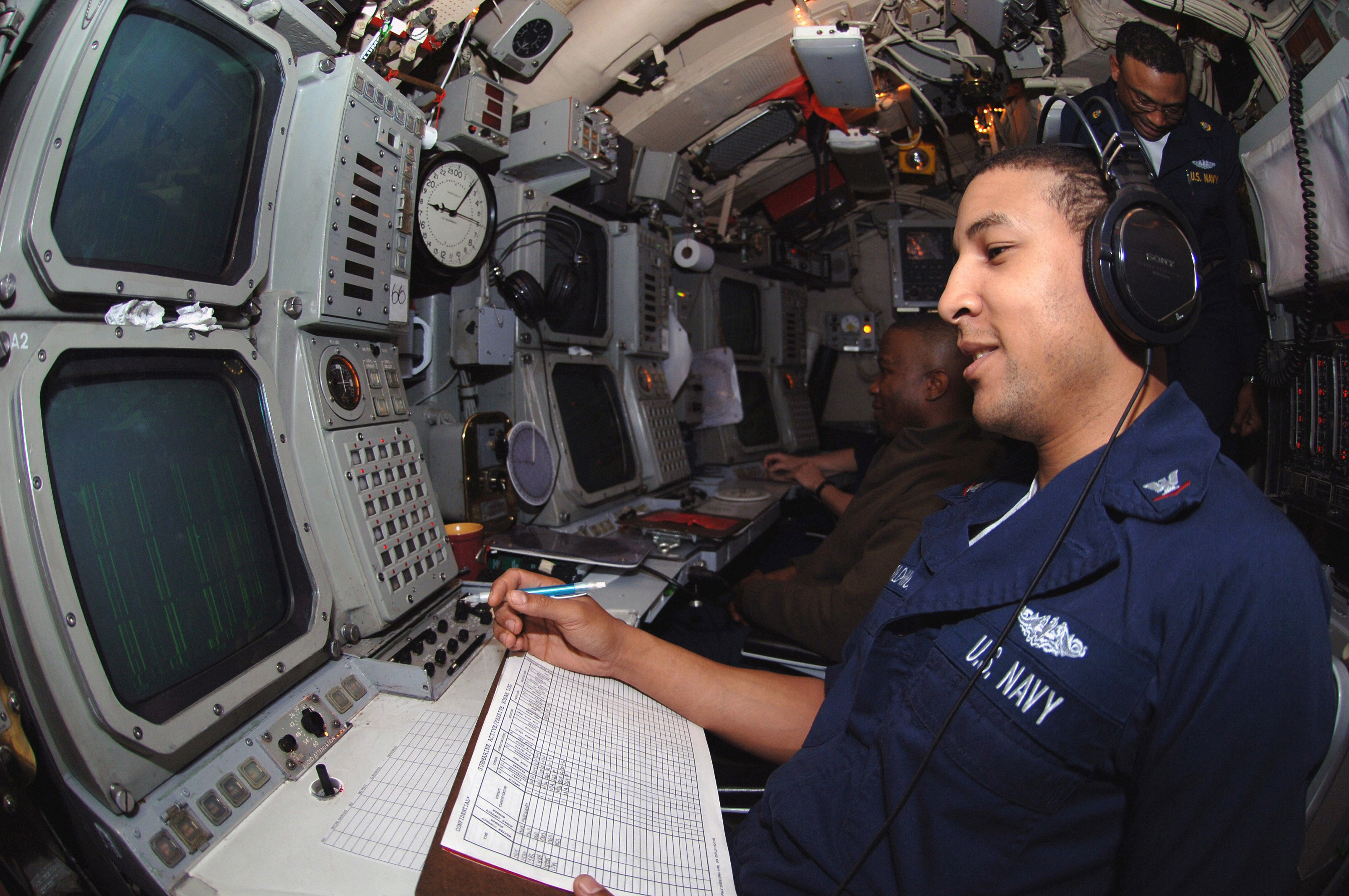
Sala controllo sonar a bordo del USS-Florida

Ogni unità della classe Ohio è dotata di un sonar del tipo BQQ-6, composto da un sonar a forma sferica alloggiato a prua. Questo però può essere usato solamente nel modo passivo, mentre per la ricerca attiva ogni unità è dotata di un sonar modello BQR-19, ai quali si aggiungono altri due sonar di tipo passivo modello BQS-13 e -15.
Il BQR-19 è un sonar di tipo attivo a corto raggio, mentre entrambi i modelli BQS-13 e -15 sono sonar di tipo passivo ad alta frequenza usati per il puntamento, la guida dei siluri e la navigazione sotto la crosta di ghiaccio artica. A questi si aggiunge una cortina idrofonica filata a poppa che, trascinata a notevole distanza dall'apparato propulsore, permette di rivelare l'eventuale presenza di altri sommergibili che si potrebbero occultare in coda all'unità, sfruttando il fatto che le vibrazioni ed i fruscii causati dall'elica rendono impossibile la rilevazione sonar poppiero.
All'interno della torre poi sono alloggiate varie antenne per le telecomunicazioni e due periscopi, che possono però esser innalzati solo a profondità non superiori ai 20 metri. Va specificato che i due periscopi dei quali sono dotate le unità della classe Ohio non sono identici ma presentano in funzione del loro utilizzo alcune notevoli differenze. Il primo per la navigazione dotato di una sezione maggiore per garantire una visuale migliore ed un secondo con una sezione molto ridotta per ridurre la segnatura radar quando l'unita opera in assetto da combattimento. A tutto ciò si aggiunge inoltre un radar per la navigazione in superficie ed l'antenna dell'apparato ecm passivo che viene innalzata prima dell'emersione per rivelare possibili segnali radar provenienti da unità nemiche.
Le antenne per le telecomunicazioni infine sono in grado di lavorare sia sulle frequenze radio che sulle frequenze usate per la comunicazione satellitare. per comunicazioni durante l'immersione le unità sono dotate di un'unità ELF per ricevere i segnali di chiamata e di una serie di boe radio, per la trasmissione, eventualmente ritardata durante le operazioni di combattimento.
Per il rilevamento dell'esatta posizione tutti i battelli sono dotati di un sistema di navigazione inerziale, che fornisce volta per volta tutti i dati necessari ai missili. Per la navigazione di superficie tutte le unità possono infine utilizzare la navigazione satellitare.

## Propulsione
La propulsione a bordo di ogni battello di questa classe è garantita da un reattore del tipo S8G dove la S sta ad indicare che si tratta di un sottomarino, la 8 indica la generazione del reattore (quindi di ottava generazione) e la G indica il costruttore che in questo caso è General Electric. Questo tipo di reattore eroga tramite due turbine a vapore l'equivalente di 60.000 CV garantendo così all'unità una velocità di punta di 30 nodi. Per quanto invece riguarda la vita operativa di ogni reattore, ciò dipende da vari fattori, quali l'intensità dell'utilizzo e la manutenzione fatta. È quindi pressoché impossibile predirne esattamente i periodo di utilizzo, ma è tuttavia possibile farne una stima approssimativa abbastanza esatta, visto che i battelli della classe Ohio non sono state le prime unità ad essere dotate di propulsione nucleare. 
Attualmente la US Navy stima in accordo con l'esperienza acquisita con la portaerei USS Enterprise (CVN-65), che è dotata di un impianto che presenta notevoli similitudini con quello della classe Ohio e con le unità della classe Los Angeles, le quali sono dotate di un reattore S6G (quindi da un certo punto di vista un predecessore del reattore montato sui battelli della classe Ohio), che la vita operativa di ogni reattore si dovrebbe aggirare intorno ai 40 anni.
Per ridurre la rumorosità sono quindi state adottate particolari soluzioni. L'elica è dotata di sette lunghe pale che garantiscono una notevole spinta anche a basso numero di giri e non necessita del funzionamento contemporaneo di entrambe le turbine. Inoltre entrambe le turbine sono accomodate su un "appoggio" ammortizzato che ne riduce le vibrazioni e a basso regime le pompe dell'impianto di raffreddamento possono essere spente, controllando la reazione solamente tramite le barre di grafite.
Infine in caso di avaria del reattore un numero sufficiente di batterie si trova a bordo per avviare il motore di emergenza da 325 CV e permettere la reimmersione. Va inoltre specificato che con l'ausilio del motore di emergenza e delle batterie il reattore potrebbe essere anche riavviato in mare una volta spento per guasto.

## Vita operativa
Le unità della classe Ohio furono progettate per sostituire le ormai vetuste unità delle classi George Washington e Ethan Allen che all'epoca erano ancora dotate di missili intercontinentali UGM-27 Polaris e sarebbero poi più tardi andate a sostituire anche le unità della classe Lafayette, che fino ad allora rappresentavano le unità maggiori. Tuttavia fu quasi subito chiaro che le unità della classe Ohio non avrebbero potuto sostituire a breve termine tutte le unità di questa classe, e come era prevedibile l'ultima unità della classe Lafayette poté esser radiata solamente nel 1995, quando ormai un numero sufficiente di unità classe Ohio era stato messo in servizio.
Per le unità della classe Ohio era prevista una vita operativa di 30 anni, come del resto era previsto per quasi tutte le unita della United States Navy eccezione fatta per le portaerei.
Tuttavia già nel 1995 la US Navy valutò la possibilità di estendere la vita operativa di queste unità a 40 anni. Infine nel 1998 si è giunti alla decisione che la vita operativa di ogni unità sarà di ben 42 anni con un aggiornamento di mezza vita dopo 20 anni di servizio.
Questo è stato possibile anche grazie al particolare modus operandi di queste unità, che, contrariamente alle unità SSN, mantenendosi a profondità costanti durante le loro missione e mantenendo una velocità di crociera costante, vanno incontro ad un'usura inferiore rispetto ai battelli della classe Los Angeles o Seawolf.
Per quanto riguarda lo sviluppo di una nuova classe che potrebbe sostituire la classe Ohio non è stato ancora reso ufficiale nulla, contrariamente a quanto è invece avvenuto in Russia dove nel 2007 è stato presentato il progetto per una nuova classe di sottomarini SSBN che porterà il nome di classe Borei.

## Equipaggio

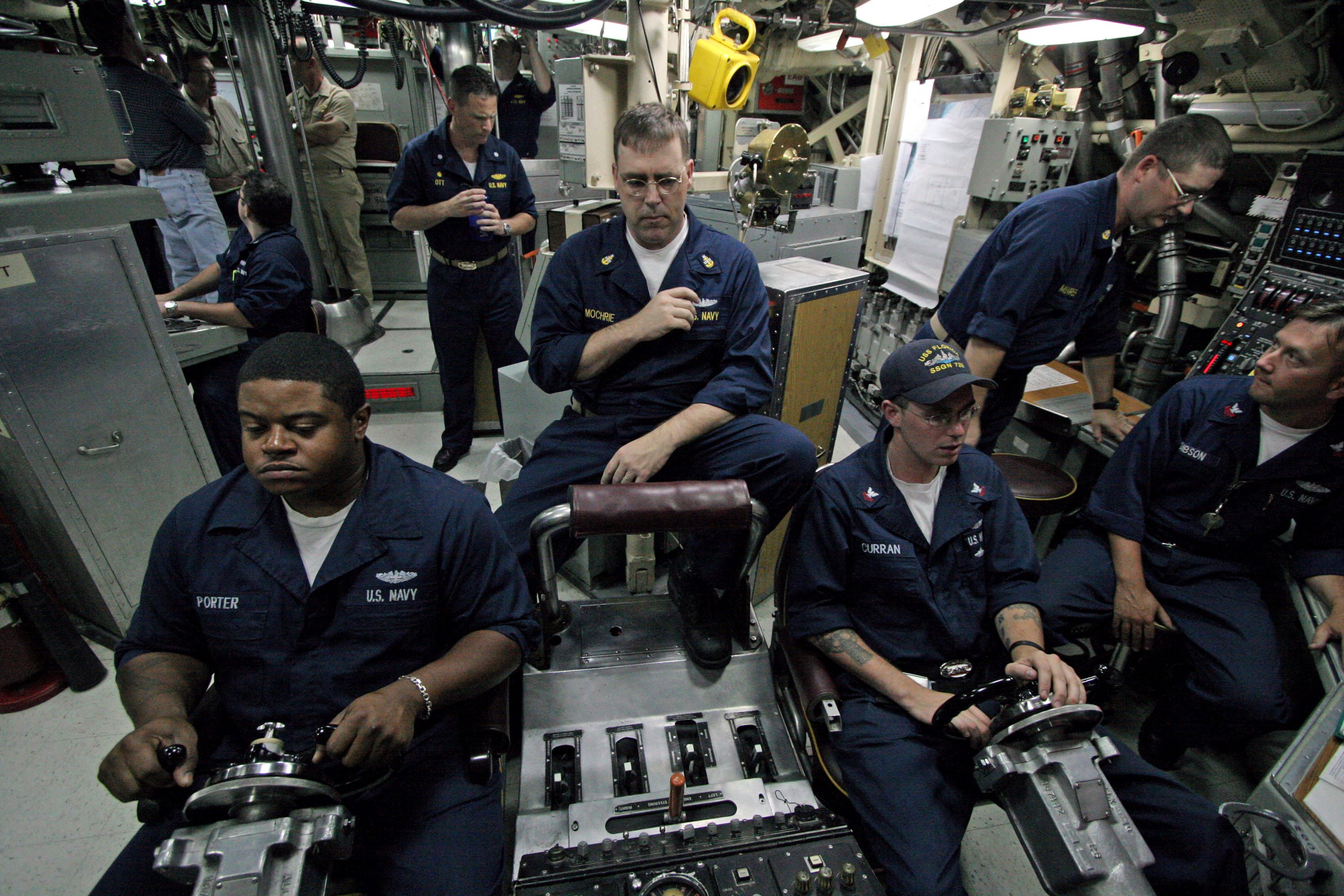
Sala controllo a bordo del USS-Florida

L'equipaggio di una unità della classe Ohio è composto da 160 persone, delle quali 17 sono ufficiali e di queste ultime 15 portano il rango di Chief Petty Officers. Il personale a bordo è suddiviso in tre squadre. Ogni squadra dispone di propri spazi. Gli ufficiali si dividono in due una cabina mentre i sottoufficiali dormono in camere con un massimo di nove cuccette. Solo il comandante ed il primo ufficiale dispongono di una stanza loro. Ogni battello infine dispone di due equipaggi (Gold Crew e Blue Crew) che si alternano nelle missioni, facendo sì che mentre un equipaggio si trova in licenza l'altro è in missione.
Il turno a bordo di un sottomarino dura sei ore, alle quali seguono sei ore che possono essere sfruttate per l'aggiornamento e sei ore per il riposo. Di conseguenza un giorno a bordo dura sole 18 ore, ma questo non va ad influire sulla psiche dell'equipaggio, dal momento che l'unità passa quasi completamente tutto il periodo di missione in immersione e riemerge solamente poco prima di rientrare in porto a fine missione.
Prima di una missione il cui periodo si aggira tra i 60 ed i 90 giorni vengono imbarcati a bordo 4500 litri di latte, 22000 uova, 400 chilogrammi di carne, 2 tonnellate di patate, 2 tonnellate di verdura e 400 chilogrammi di frutta. La maggior parte degli alimenti viene congelato e poi scongelato e cotto volta per volta. Per quanto riguarda l'acqua, questa viene ricavata tramite la distillazione dell'acqua marina sfruttando il calore in eccesso prodotto dal reattore nucleare.
Per quanto riguarda il comfort, contrariamente a quanto avveniva sulle unità della Classe Lafayette, i membri del equipaggio non si devono più condividere le cuccette a turno (Hot bunking) e ognuno dispone quindi se pure in modo limitato di un piccolo spazio proprio. Durante le missioni poi è impossibile ricevere segnali radio (se non per comunicare con il comando della marina) dal momento che l'unità è pressoché continuamente in immersione, ed è pertanto anche impossibile ricevere canali radio o televisivi. Anche l'accesso ad internet non è possibile. L'equipaggio non può quindi avere nessun contatto con le proprie famiglie durante i tre mesi in mare.

## Armamento

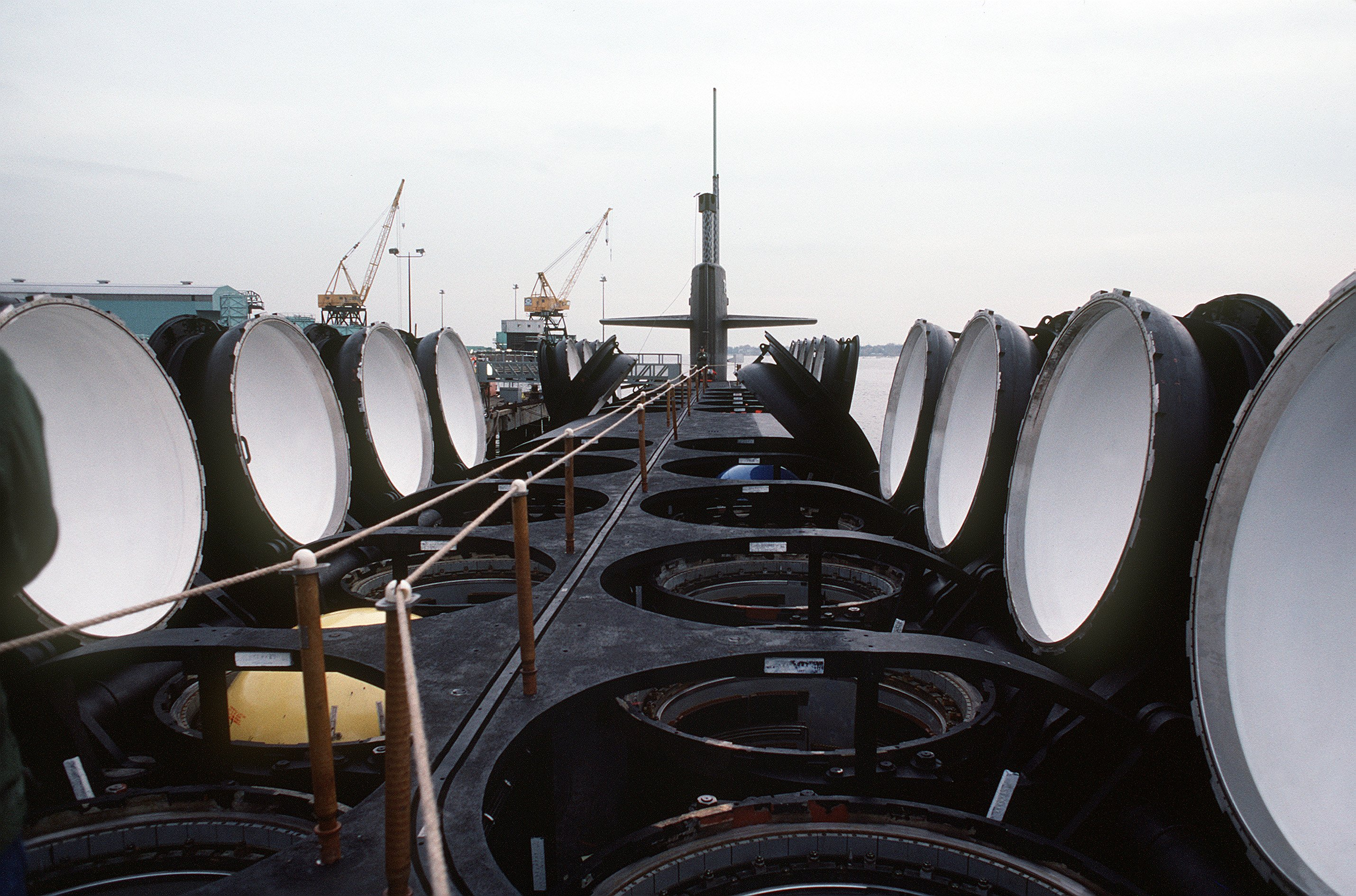
Tubi di lancio aperti

L'armamento principale a bordo dei sommergibili classe Ohio è composto da 24 missili intercontinentali del tipo Trident, alloggiati in 24 tubi di lancio disposti in fila doppia in posizione verticale dietro alla torre. I missili vengono stivati prima di ogni missione e non possono essere rimpiazzati o sostituiti in mare, mentre possono essere lanciati in immersione a profondità che vengono stimate da fonti non ufficiali tra i 70 e i 120 metri di profondità.
Le prime otto unità erano dotate di missili Trident C4, che furono poi sostituiti alla fine degli anni novanta con la seconda generazione del Trident, il Trident D5. Ogni missile misurava una lunghezza di 10,2 metri pesava 33 tonnellate e aveva una gittata di circa 7300 km e vantava una precisione che permetteva di colpire un obbiettivo con una deviazione massima di soli 380 metri. Dall'ottava unità in poi tutti i nuovi battelli furono dotati del Trident D5. Questo misura una lunghezza di 13,5 metri, pesa 55,8 tonnellate, ha un diametro di 2 metri e una gittata massima di 12.000 km con una deviazione di soli 90 metri. Ogni missile può poi trasportate fino a dodici testate nucleari (ora ridotte di numero a causa dei trattati START e SORT per il disarmo nucleare) del tipo W88, con una potenza esplosiva di 475 chilotoni per testata.
Va inoltre ricordato che queste unità dotate di ben 24 missili con portata intercontinentale sono le unità con il maggior numero di missili stivati a bordo al mondo, dal momento che le unità russe della classe Typhoon pur vantando il doppio dislocamento dispongono di soli venti silos. Per quanto riguarda invece i battelli francesi della Classe Le Redoutable e Classe Le Triomphant ed i battelli inglesi della classe Vanguard, questi hanno una capacità massima di soli sedici missili.
Tutte le unità sono infine dotate di 4 tubi per il lancio di siluri con diametro di 533 millimetri. Ogni unità della classe Ohio trasporta circa una dozzina di siluri Mk 48 che possono essere utilizzati sia contro obiettivi in superficie che contro sommergibili nemici.

## Modifiche

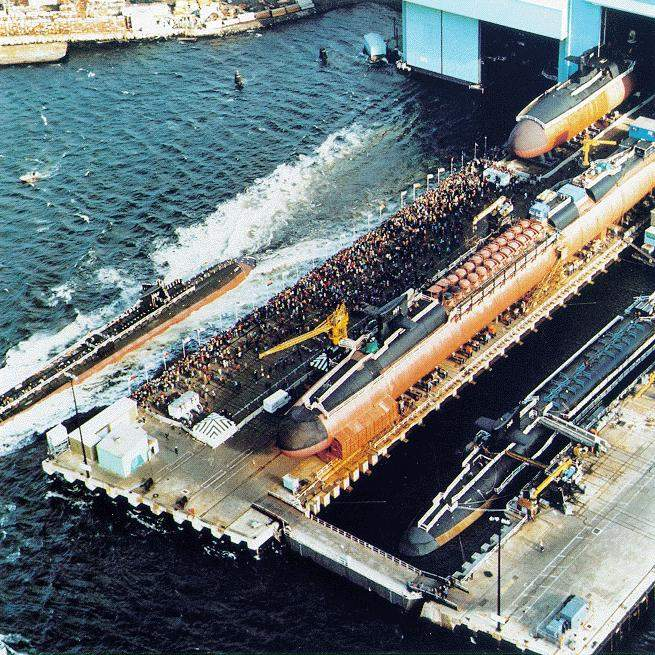
USS-Ohio durante il varo

Come già detto le prime unità di questa classe furono tutte dotate del Trident C4, mentre solamente le unità costruite dal nono battello in poi dispongono del più potente Trident D5. Nel frattempo però dal 1996 in poi anche le prime 4 unità sono state modificate e dispongono ora di missili Trident D5. Entro il 2006 infine tutte le unità furono convertite all'uso del Trident D5, facendo così sì che il Trident C4 fosse radiato dall'arsenale delle armi nucleari in dotazione alla US-Navy.
Con la fine della Guerra fredda però il numero di battelli in servizio parve eccessivo e si valutò la possibilità di ridurre il numero di unità da 18 a 14, radiando dal 2002 in poi le unità più anziane che a quell'epoca avrebbero già raggiunto i 20 anni di vita operativa. Va anche detto che la necessità di ridurre le unità di questa classe fu anche dettata dal trattato START 2, deciso nel 1992 ma poi mai ratificato.
Tuttavia un cambiamento profondo dello scenario a livello mondiale spinse la US-Navy a tenere in servizio tutte le unità di questa classe e dal 2006 in poi si decise di modificare quattro unità di questa classe in unità SSGN sostituendo i tubi di lancio per i Trident D5 e riarmando ogni tubo con sette Tomahawk, mentre due dei 24 tubi sono stati modificati per permetter la fuoriuscita di sommozzatori mentre il battello si trova fermo ad una profondità non superiore ai trenta metri.
Queste nuove unità sono quindi le uniche quattro unità SSGN costruite dal 1960 in poi, quando venne consegnata l'ultima unità della classe Halibut e sono pertanto anche le uniche quattro unità SSGN in servizio all'interno della United States Navy, visto che tutti i battelli della classe Halibut furono radiati prima della fine degli anni settanta.

## Modus operandi

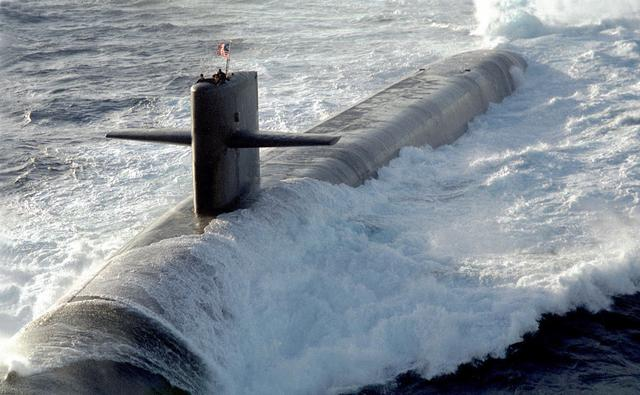
USS Maine

Le unità SSBN della classe Ohio rappresentano uno dei maggiori deterrenti nucleari messi in campo dagli Stati Uniti dato il loro carico di 24 SLBM intercontinentali dotati di testate MIRV. Per garantire ciò le unità effettuano pattugliamenti a lungo raggio, durante i quali possono anche circumnavigare l'intero globo.
Contrariamente a quanto avviene per le portaerei ed a quanto avveniva per gli incrociatori più grandi sia a propulsione nucleare che non, quali potevano essere le unità della classe Iowa o le unità della classe Virginia, i battelli della classe Ohio operano senza la scorta di altri sommergibili. Queste unità infatti sono tra le più silenziose di tutto l'arsenale della marina e la presenza di altre unità renderebbe più difficoltoso il loro occultamento.
Ogni missione può durare fino a tre mesi, alla fine della quale l'unità si sottopone per circa due settimane a lavori di manutenzione minori, prima di cambiare l'equipaggio e di ripartire per una nuova missione.
Grazie alla loro portata, pressoché globale, non fu necessario stazionare le unità in avamposti (forward deployed) come avvenuto per le precedenti unità sottomarine della US Navy, che avevano i loro rispettivi porti a Guam (per quanto riguarda la flotta del Pacifico) ed a Rota, in Spagna (per quanto riguarda la flotta atlantica); l'autonomia delle unità classe Ohio, infatti, consente ai battelli di operare direttamente da porti situati su suolo statunitense (quale la Kings Bay nello stato federale della Georgia o la Naval Base di Kitsap nello stato di Washington).
Di interesse particolare per la US Navy sono le unità SSBN che grazie alla loro straordinaria capacità di occultarsi possono avvicinarsi ad obiettivi sensibili, dando al nemico dal momento del lancio una pre-allerta pressoché nulla per tentare di intercettare le testate prima dell'impatto. Va tuttavia ricordato che con la notevole gittata di 12.000 km dei missili Trident D5, queste unità possono lanciare le loro testate anche a notevole distanza dall'obiettivo, in zone che si trovano al di fuori della portata del nemico. 
Per quanto riguarda le quattro unità SSGN queste possono operare anche con armi convenzionali in conflitti dove non vengono utilizzate armi nucleari, dando un valido appoggio alle forze terrestri che operano in quella zona. Inoltre potendo disporre di una velocità continua di 25 nodi queste quattro unità possono operare al seguito di portaerei ed incrociatori, mentre resta limitata la loro capacità di operare come unità SSN visto il numero limitato di tubi lancia siluri dei quali sono dotate.
Un aspetto importante che riguarda il modo di operare di queste unità è la uscita dal porto ed il rientro, dato che durante queste due fasi le unità devono navigare sotto costa e sono costrette a riemergere, cosa che le rende particolarmente vulnerabili. Per garantire pertanto la sicurezza di queste unità la data di uscita e di rientro viene tenuta segreta ed altre unità, quali cacciatorpediniere e corvette, hanno il compito di pattugliare le acque, affinché unità nemiche non si possano occultare in zona.

## Filmografia
Battelli della classe Ohio sono apparsi in vari film sia a livello di comparse che come oggetto principale della trama.
Tra tutti i film il più famoso è sicuramente Allarme rosso girato nel 1995 e diretto da Tony Scott, che vide come protagonisti Denzel Washington e Gene Hackman. 
Altro film che vide sempre coinvolto nella sua trama un sommergibile classe Ohio fu il film di fantascienza The Abyss, scritto e diretto da James Cameron e interpretato da Ed Harris, Mary Elizabeth Mastrantonio e Michael Biehn.
Infine va anche citato il libro di Tom Clancy Debt of Honor, nella cui trama sono coinvolte ben 5 unità di questa classe impegnate in operazione in acque giapponesi.

## Lista dei battelli

### Sottomarini SSGN (sottomarini lanciamissili da crociera a propulsione nucleare)

Profilo dell'USS Ohio (SSGN-726), serie SSGN

| Badge | Nome                    | Impostazione   | Varo             | Entrata in servizio | Base      | Stato       | Note                       |
| ----- | ----------------------- | -------------- | ---------------- | ------------------- | --------- | ----------- | -------------------------- |
|       | USS Ohio (SSGN-726)     | 10 aprile 1976 | 7 aprile 1979    | 11 novembre 1981    | Kitsap    | In servizio | Convertito a SSGN nel 2006 |
|       | USS Michigan (SSGN-727) | 4 aprile 1977  | 26 aprile 1980   | 11 settembre 1982   | Kitsap    | In servizio | Convertito a SSGN nel 2007 |
|       | USS Florida (SSGN-728)  | 4 luglio 1976  | 14 novembre 1981 | 18 giugno 1983      | Kings Bay | In servizio | Convertito a SSGN nel 2006 |
|       | USS Georgia (SSGN-729)  | 7 aprile 1979  | 6 novembre 1982  | 11 febbraio 1984    | Kings Bay | In servizio | Convertito a SSGN nel 2008 |

### Sottomarini SSBN

Profilo dell'USS Ohio (SSBN-726), serie SSBN

| Badge | Nome                            | Impostazione      | Varo              | Entrata in servizio | Base      | Stato       | Note |
| ----- | ------------------------------- | ----------------- | ----------------- | ------------------- | --------- | ----------- | ---- |
|       | USS Henry M. Jackson (SSBN-730) | 19 gennaio 1981   | 15 ottobre 1983   | 6 ottobre 1984      | Kitsap    | In servizio |      |
|       | USS Alabama (SSBN-731)          | 14 ottobre 1980   | 19 maggio 1984    | 25 maggio 1985      | Kitsap    | In servizio |      |
|       | USS Alaska (SSBN-732)           | 9 marzo 1983      | 12 gennaio 1985   | 25 gennaio 1986     | Kings Bay | In servizio |      |
|       | USS Nevada (SSBN-733)           | 8 agosto 1983     | 14 settembre 1985 | 16 agosto 1986      | Kitsap    | In servizio |      |
|       | USS Tennessee (SSBN-734)        | 9 giugno 1986     | 13 dicembre 1986  | 17 dicembre 1988    | Kings Bay | In servizio |      |
|       | USS Pennsylvania (SSBN-735)     | 2 marzo 1987      | 23 aprile 1988    | 9 settembre 1989    | Kitsap    | In servizio |      |
|       | USS West Virginia (SSBN-736)    | 24 dicembre 1987  | 14 ottobre 1989   | 20 ottobre 1990     | Kings Bay | In servizio |      |
|       | USS Kentucky (SSBN-737)         | 18 dicembre 1987  | 11 agosto 1990    | 13 luglio 1991      | Kitsap    | In servizio |      |
|       | USS Maryland (SSBN-738)         | 22 aprile 1986    | 10 agosto 1991    | 13 giugno 1992      | Kings Bay | In servizio |      |
|       | USS Nebraska (SSBN-739)         | 6 luglio 1987     | 15 agosto 1992    | 10 luglio 1993      | Kitsap    | In servizio |      |
|       | USS Rhode Island (SSBN-740)     | 15 settembre 1988 | 17 luglio 1993    | 9 luglio 1994       | Kings Bay | In servizio |      |
|       | USS Maine (SSBN-741)            | 3 luglio 1990     | 16 luglio 1994    | 29 luglio 1995      | Kitsap    | In servizio |      |
|       | USS Wyoming (SSBN-742)          | 8 agosto 1991     | 15 luglio 1995    | 13 luglio 1996      | Kings Bay | In servizio |      |
|       | USS Louisiana (SSBN-743)        | 23 ottobre 1992   | 27 luglio 1996    | 6 settembre 1997    | Kitsap    | In servizio |      |